# 1979-es Le Mans-i 24 órás verseny
A 47. Le Mans-i 24 órás versenyt 1979. június 9. és június 10. között rendezték meg.

## Végeredmény
|        | Kategória | #  | Csapat                                              | Versenyzők                                                   | Modell                             | Körök |
| Motor  | Kategória | #  | Csapat                                              | Versenyzők                                                   |                                    | Körök |
| ------ | --------- | -- | --------------------------------------------------- | ------------------------------------------------------------ | ---------------------------------- | ----- |
| 1      | Gr.5 +2.0 | 41 | Porsche Kremer Racing                               | Klaus Ludwig Don Whittington Bill Whittington                | Porsche 935 K3                     | 307   |
| 1      | Gr.5 +2.0 | 41 | Porsche Kremer Racing                               | Klaus Ludwig Don Whittington Bill Whittington                | Porsche Type-935 3.0L Turbo Flat-6 | 307   |
| 2      | IMSA +2.5 | 70 | Dick Barbour Racing                                 | Rolf Stommelen Paul Newman Dick Barbour                      | Porsche 935/77A                    | 299   |
| 2      | IMSA +2.5 | 70 | Dick Barbour Racing                                 | Rolf Stommelen Paul Newman Dick Barbour                      | Porsche Type-935 3.0L Turbo Flat-6 | 299   |
| 3      | Gr.5 +2.0 | 40 | Porsche Kremer Racing                               | Laurent Ferrier François Servanin François Trisconi          | Porsche 935/77A                    | 297   |
| 3      | Gr.5 +2.0 | 40 | Porsche Kremer Racing                               | Laurent Ferrier François Servanin François Trisconi          | Porsche Type-935 3.0L Turbo Flat-6 | 297   |
| 4      | GT +3.0   | 82 | Lubrifilm Racing Team                               | Herbert Müller Angelo Pallavicini Marco Vanoli               | Porsche 934                        | 296   |
| 4      | GT +3.0   | 82 | Lubrifilm Racing Team                               | Herbert Müller Angelo Pallavicini Marco Vanoli               | Porsche 3.0L Turbo Flat-6          | 296   |
| 5      | S +2.0    | 5  | VSD Canon Jean Rondeau                              | Jean Ragnotti Bernard Darniche                               | Rondeau M379                       | 292   |
| 5      | S +2.0    | 5  | VSD Canon Jean Rondeau                              | Jean Ragnotti Bernard Darniche                               | Ford Cosworth DFV 3.0L V8          | 292   |
| 6      | IMSA +2.5 | 76 | Hervé Poulain                                       | Manfred Winkelhock Marcel Mignot Hervé Poulain               | BMW M1                             | 288   |
| 6      | IMSA +2.5 | 76 | Hervé Poulain                                       | Manfred Winkelhock Marcel Mignot Hervé Poulain               | BMW M88 3.5L I6                    | 288   |
| 7      | Gr.5 +2.0 | 42 | Sekurit Racing Autohaus Max Moritz GmbH             | Edgar Dören Dieter Schornstein Götz von Tschirnhaus          | Porsche 935/77A                    | 283   |
| 7      | Gr.5 +2.0 | 42 | Sekurit Racing Autohaus Max Moritz GmbH             | Edgar Dören Dieter Schornstein Götz von Tschirnhaus          | Porsche Type-935 3.0L Turbo Flat-6 | 283   |
| 8      | IMSA +2.5 | 72 | Dick Barbour Racing                                 | Edwin Abate Bob Garretson Skeeter McKitterick                | Porsche 935/78                     | 283   |
| 8      | IMSA +2.5 | 72 | Dick Barbour Racing                                 | Edwin Abate Bob Garretson Skeeter McKitterick                | Porsche Type-935 3.0L Turbo Flat-6 | 283   |
| 9      | IMSA +2.5 | 73 | Wynn's International Dick Barbour Racing            | Robert Kirby Bob Harmon John Hotchkis                        | Porsche 935/78                     | 280   |
| 9      | IMSA +2.5 | 73 | Wynn's International Dick Barbour Racing            | Robert Kirby Bob Harmon John Hotchkis                        | Porsche Type-935 3.0L Turbo Flat-6 | 280   |
| 10     | S +2.0    | 4  | ITT Oceanic Jean Rondeau                            | Henri Pescarolo Jean-Pierre Beltoise                         | Rondeau M379                       | 279   |
| 10     | S +2.0    | 4  | ITT Oceanic Jean Rondeau                            | Henri Pescarolo Jean-Pierre Beltoise                         | Ford Cosworth DFV 3.0L V8          | 279   |
| 11     | Gr.5 +2.0 | 43 | Claude Haldi                                        | Claude Haldi Herbert Loewe Rodrigo Terran                    | Porsche 935                        | 275   |
| 11     | Gr.5 +2.0 | 43 | Claude Haldi                                        | Claude Haldi Herbert Loewe Rodrigo Terran                    | Porsche Type-935 3.0L Turbo Flat-6 | 275   |
| 12     | IMSA +2.5 | 61 | "Beurlys"                                           | Nick Faure Steve O'Rourke Bernard de Dryver Jean Blaton      | Ferrari 512BB/LM                   | 274   |
| 12     | IMSA +2.5 | 61 | "Beurlys"                                           | Nick Faure Steve O'Rourke Bernard de Dryver Jean Blaton      | Ferrari 4.9L Flat-12               | 274   |
| 13     | Gr.5 +2.0 | 45 | Porsche Kremer Racing                               | Axel Plankenhorn Philippe Gurdjian "John Winter"             | Porsche 935 K3                     | 273   |
| 13     | Gr.5 +2.0 | 45 | Porsche Kremer Racing                               | Axel Plankenhorn Philippe Gurdjian "John Winter"             | Porsche Type-935 3.0L Turbo Flat-6 | 273   |
| 14     | GTP +3.0  | 52 | WM A.E.R.E.M.                                       | Jean-Daniel Raulet Marcel Mamers Serge Saulnier              | WM P79                             | 272   |
| 14     | GTP +3.0  | 52 | WM A.E.R.E.M.                                       | Jean-Daniel Raulet Marcel Mamers Serge Saulnier              | Peugeot PRV 2.7L Turbo V6          | 272   |
| 15     | Gr.5 +2.0 | 39 | ASA Cachia                                          | Jacques Guérin "Chanaud" Frédéric Alliot                     | Porsche 935                        | 268   |
| 15     | Gr.5 +2.0 | 39 | ASA Cachia                                          | Jacques Guérin "Chanaud" Frédéric Alliot                     | Porsche Type-935 3.0L Turbo Flat-6 | 268   |
| 16     | GT +3.0   | 86 | Kores Racing                                        | Georges Bourdillat Pascal Ennequin Alain-Michel Bernhard     | Porsche 934                        | 265   |
| 16     | GT +3.0   | 86 | Kores Racing                                        | Georges Bourdillat Pascal Ennequin Alain-Michel Bernhard     | Porsche 3.0L Turbo Flat-6          | 265   |
| 17     | S 2.0     | 29 | Mogil Motors Ltd.                                   | Robin Smith Tony Charnell Richard Jones                      | Chevron B36                        | 265   |
| 17     | S 2.0     | 29 | Mogil Motors Ltd.                                   | Robin Smith Tony Charnell Richard Jones                      | Ford Cosworth BDG 2.0L I4          | 265   |
| 18     | S 2.0     | 24 | Dorset Racing Associates                            | Brian Joscelyne Tony Birchenhough Richard Jenvey Nick Mason  | Lola T297                          | 260   |
| 18     | S 2.0     | 24 | Dorset Racing Associates                            | Brian Joscelyne Tony Birchenhough Richard Jenvey Nick Mason  | Ford Cosworth BDX 2.0L I4          | 260   |
| 19     | GT +3.0   | 84 | Anny-Charlotte Verney                               | Anny-Charlotte Verney Patrick Bardinon René Metge            | Porsche 934                        | 251   |
| 19     | GT +3.0   | 84 | Anny-Charlotte Verney                               | Anny-Charlotte Verney Patrick Bardinon René Metge            | Porsche 3.0L Turbo Flat-6          | 251   |
| 20     | S +2.0    | 15 | Fisons Agricole - Simon Phillips                    | Martin Raymond Simon Phillips Ray Mallock                    | De Cadenet-Lola T380               | 250   |
| 20     | S +2.0    | 15 | Fisons Agricole - Simon Phillips                    | Martin Raymond Simon Phillips Ray Mallock                    | Ford Cosworth DFV 3.0L V8          | 250   |
| 21     | S 2.0     | 20 | Lambretta S.A.F.D.                                  | Pierre Yver Max Cohen-Olivar Michel Elkoubi                  | Lola T298                          | 248   |
| 21     | S 2.0     | 20 | Lambretta S.A.F.D.                                  | Pierre Yver Max Cohen-Olivar Michel Elkoubi                  | BMW M12 2.0L I4                    | 248   |
| 22     | S 2.0     | 28 | Racing Organisation Course (ROC)                    | Bernard Verdier Albert Dufréne Noël del Bello                | Chevron B36                        | 239   |
| 22     | S 2.0     | 28 | Racing Organisation Course (ROC)                    | Bernard Verdier Albert Dufréne Noël del Bello                | ROC-Chrysler 2.0L I4               | 239   |
| 23 NC  | S 2.0     | 26 | Racing Organisation Course (ROC)                    | Michel Dubois Pierre-François Rousselot Marc Menant          | Chevron B36                        | 133   |
| 23 NC  | S 2.0     | 26 | Racing Organisation Course (ROC)                    | Michel Dubois Pierre-François Rousselot Marc Menant          | ROC-Chrysler 2.0L I4               | 133   |
| 24 NC  | S +2.0    | 10 | Grand Touring Cars Ltd. Ford Concessionaires France | Vern Schuppan Jean-Pierre Jaussaud David Hobbs               | Mirage M10                         | 121   |
| 24 NC  | S +2.0    | 10 | Grand Touring Cars Ltd. Ford Concessionaires France | Vern Schuppan Jean-Pierre Jaussaud David Hobbs               | Ford Cosworth DFV 3.0L V8          | 121   |
| 25 NC  | Gr.5 +2.0 | 35 | Carlo Pietromarchi                                  | Gianfranco Brancatelli Carlo Pietromarchi Maurizio Micangeli | De Tomaso Pantera                  | 108   |
| 25 NC  | Gr.5 +2.0 | 35 | Carlo Pietromarchi                                  | Gianfranco Brancatelli Carlo Pietromarchi Maurizio Micangeli | Ford 351 5.8L V8                   | 108   |
| 26 DNF | S +2.0    | 11 | Grand Touring Cars Inc. Ford Concessionaires France | Derek Bell David Hobbs Vern Schuppan                         | Mirage M10                         | 262   |
| 26 DNF | S +2.0    | 11 | Grand Touring Cars Inc. Ford Concessionaires France | Derek Bell David Hobbs Vern Schuppan                         | Ford Cosworth DFV 3.0L V8          | 262   |
| 27 DNF | IMSA +2.5 | 62 | JMS Racing / Charles Pozzi                          | Jean-Claude Andruet Spartaco Dini                            | Ferrari 512BB/LM                   | 240   |
| 27 DNF | IMSA +2.5 | 62 | JMS Racing / Charles Pozzi                          | Jean-Claude Andruet Spartaco Dini                            | Ferrari 4.9L Flat-12               | 240   |
| 28 DNF | S +2.0    | 14 | Essex Motorsport Porsche                            | Bob Wollek Hurley Haywood                                    | Porsche 936                        | 236   |
| 28 DNF | S +2.0    | 14 | Essex Motorsport Porsche                            | Bob Wollek Hurley Haywood                                    | Porsche Type-935 2.1L Turbo Flat-6 | 236   |
| 29 DNF | IMSA +2.5 | 63 | JMS Racing / Charles Pozzi                          | Michel Leclere Claude Ballot-Léna Peter Gregg                | Ferrari 512BB/LM                   | 219   |
| 29 DNF | IMSA +2.5 | 63 | JMS Racing / Charles Pozzi                          | Michel Leclere Claude Ballot-Léna Peter Gregg                | Ferrari 4.9L Flat-12               | 219   |
| 30 DNF | GTP 3.0   | 55 | Merlin Plage Jean Rondeau                           | Jean Rondeau Jacky Haran                                     | Rondeau M379                       | 207   |
| 30 DNF | GTP 3.0   | 55 | Merlin Plage Jean Rondeau                           | Jean Rondeau Jacky Haran                                     | Ford Cosworth DFV 3.0L V8          | 207   |
| 31 DNF | Gr.5 +2.5 | 36 | Gelo Racing Sportswear Intl.                        | Manfred Schurti Hans Heyer                                   | Porsche 935                        | 201   |
| 31 DNF | Gr.5 +2.5 | 36 | Gelo Racing Sportswear Intl.                        | Manfred Schurti Hans Heyer                                   | Porsche Type-935 3.0L Turbo Flat-6 | 201   |
| 32 DNF | S +2.0    | 12 | Essex Motorsport Porsche                            | Jacky Ickx Brian Redman Jürgen Barth                         | Porsche 936                        | 200   |
| 32 DNF | S +2.0    | 12 | Essex Motorsport Porsche                            | Jacky Ickx Brian Redman Jürgen Barth                         | Porsche Type-935 2.1L Turbo Flat-6 | 200   |
| 33 DNF | Gr.5 +2.5 | 37 | Gelo Racing Sportswear Intl.                        | John Fitzpatrick Harald Grohs Jean-Louis Lafosse             | Porsche 935                        | 196   |
| 33 DNF | Gr.5 +2.5 | 37 | Gelo Racing Sportswear Intl.                        | John Fitzpatrick Harald Grohs Jean-Louis Lafosse             | Porsche Type-935 3.0L Turbo Flat-6 | 196   |
| 34 DNF | S 2.0     | 25 | Jean-Marie Lemerle                                  | Alain Levié Jean-Pierre Malcher Jean-Marie Lemerle           | Lola T298                          | 189   |
| 34 DNF | S 2.0     | 25 | Jean-Marie Lemerle                                  | Alain Levié Jean-Pierre Malcher Jean-Marie Lemerle           | ROC-Chrysler 2.0L I4               | 189   |
| 35 DNF | S 2.0     | 33 | Chevalley Racing Svájc Racing Organisation Course   | Marcel Tarres Alain Dechelette Charles Dechelette            | Chevron B36                        | 187   |
| 35 DNF | S 2.0     | 33 | Chevalley Racing Svájc Racing Organisation Course   | Marcel Tarres Alain Dechelette Charles Dechelette            | ROC-Chrysler 2.0L I4               | 187   |
| 36 DNF | S 2.0     | 31 | Kores Racing - France Chauffage                     | Michel Lateste Dominique Lacaud Christian Heinkélé           | Lola T297                          | 182   |
| 36 DNF | S 2.0     | 31 | Kores Racing - France Chauffage                     | Michel Lateste Dominique Lacaud Christian Heinkélé           | BMW M12 2.0L I4                    | 182   |
| 37 DNF | GT +3.0   | 87 | Christian Bussi                                     | Christian Bussi Bernard Salam                                | Porsche 934                        | 182   |
| 37 DNF | GT +3.0   | 87 | Christian Bussi                                     | Christian Bussi Bernard Salam                                | Porsche 3.0L Turbo Flat-6          | 182   |
| 38 DNF | GTP +3.0  | 51 | WM A.E.R.E.M.                                       | Roger Dorchy Denis Morin                                     | WM P79                             | 157   |
| 38 DNF | GTP +3.0  | 51 | WM A.E.R.E.M.                                       | Roger Dorchy Denis Morin                                     | Peugeot PRV 2.7L Turbo V6          | 157   |
| 39 DNF | IMSA +2.5 | 68 | Interscope Racing                                   | Ted Field Milt Minter John Morton                            | Porsche 935                        | 154   |
| 39 DNF | IMSA +2.5 | 68 | Interscope Racing                                   | Ted Field Milt Minter John Morton                            | Porsche Type-935 3.0L Turbo Flat-6 | 154   |
| 40 DNF | S +2.0    | 3  | J.C. Racing Ltd.                                    | John Cooper Peter Lovett John Morrison                       | De Cadenet-Lola T380               | 146   |
| 40 DNF | S +2.0    | 3  | J.C. Racing Ltd.                                    | John Cooper Peter Lovett John Morrison                       | Ford Cosworth DFV 3.0L V8          | 146   |
| 41 DNF | S 2.0     | 23 | Pronuptia                                           | Bruno Sotty Gérard Cuynet Marc Frischknecht                  | Lola T296                          | 134   |
| 41 DNF | S 2.0     | 23 | Pronuptia                                           | Bruno Sotty Gérard Cuynet Marc Frischknecht                  | Ford Cosworth BDG 2.0L I4          | 134   |
| 42 DNF | S 2.0     | 32 | BP Racing / Hubert Striebig                         | Alain Cudini Hubert Striebig Hughes Kirschoffer              | Toj SC206                          | 121   |
| 42 DNF | S 2.0     | 32 | BP Racing / Hubert Striebig                         | Alain Cudini Hubert Striebig Hughes Kirschoffer              | BMW M12 2.0L I4                    | 121   |
| 43 DNF | S 2.0     | 27 | Racing Organisation Course (ROC)                    | Marc Sourd Florian Vetsch Robert Carmillet                   | Chevron B36                        | 92    |
| 43 DNF | S 2.0     | 27 | Racing Organisation Course (ROC)                    | Marc Sourd Florian Vetsch Robert Carmillet                   | ROC-Chrysler 2.0L I4               | 92    |
| 44 DNF | S 2.0     | 17 | Cheetah Racing Cars                                 | Sandro Plastina Philippe Roux Mario Luini                    | Cheetah G601                       | 87    |
| 44 DNF | S 2.0     | 17 | Cheetah Racing Cars                                 | Sandro Plastina Philippe Roux Mario Luini                    | BMW M12 2.0L I4                    | 87    |
| 45 DNF | GTP +3.0  | 53 | WM A.E.R.E.M.                                       | Michel Pignard Jacques Coulon Serge Saulnier                 | WM P79                             | 87    |
| 45 DNF | GTP +3.0  | 53 | WM A.E.R.E.M.                                       | Michel Pignard Jacques Coulon Serge Saulnier                 | Peugeot PRV 2.7L Turbo V6          | 87    |
| 46 DNF | S 2.0     | 18 | Daniel Brillat Écurie Cedac Suisse                  | Daniel Brillat Jean-Pierre Aeschlimann                       | Cheetah G601                       | 80    |
| 46 DNF | S 2.0     | 18 | Daniel Brillat Écurie Cedac Suisse                  | Daniel Brillat Jean-Pierre Aeschlimann                       | ROC-Chrysler 2.0L I4               | 80    |
| 47 DNF | IMSA +2.5 | 71 | Dick Barbour Racing                                 | Bob Akin Roy Woods Rob McFarland                             | Porsche 935                        | 78    |
| 47 DNF | IMSA +2.5 | 71 | Dick Barbour Racing                                 | Bob Akin Roy Woods Rob McFarland                             | Porsche Type-935 3.0L Turbo Flat-6 | 78    |
| 48 DNF | S 2.0     | 22 | Georges Morand                                      | Eric Vuagnat Daniel Laurent Jacques Boillat                  | Lola T296                          | 76    |
| 48 DNF | S 2.0     | 22 | Georges Morand                                      | Eric Vuagnat Daniel Laurent Jacques Boillat                  | Ford Cosworth BDG 2.0L I4          | 76    |
| 49 DNF | IMSA +2.5 | 74 | Jean-Pierre Jarier                                  | Jean-Pierre Jarier Randy Townsend Raymond Touroul            | Porsche 935                        | 65    |
| 49 DNF | IMSA +2.5 | 74 | Jean-Pierre Jarier                                  | Jean-Pierre Jarier Randy Townsend Raymond Touroul            | Porsche Type-935 2.9L Turbo Flat-6 | 65    |
| 50 DNF | S +2.0    | 1  | Chevalley Racing Svájc                              | Xavier Lapeyre André Chevalley Patrick Perrier               | Lola T286                          | 59    |
| 50 DNF | S +2.0    | 1  | Chevalley Racing Svájc                              | Xavier Lapeyre André Chevalley Patrick Perrier               | Ford Cosworth DFV 3.0L V8          | 59    |
| 51 DNF | IMSA +2.5 | 64 | North American Racing Team                          | Jean-Pierre Delaunay Cyril Grandet Preston Henn              | Ferrari 512BB/LM                   | 54    |
| 51 DNF | IMSA +2.5 | 64 | North American Racing Team                          | Jean-Pierre Delaunay Cyril Grandet Preston Henn              | Ferrari 4.9L Flat-12               | 54    |
| 52 DNF | S +2.0    | 6  | Dome Co. Ltd.                                       | Chris Craft Gordon Spice Tony Trimmer                        | Dome Zero RL                       | 40    |
| 52 DNF | S +2.0    | 6  | Dome Co. Ltd.                                       | Chris Craft Gordon Spice Tony Trimmer                        | Ford Cosworth DFV 3.0L V8          | 40    |
| 53 DNF | S +2.0    | 7  | Dome Co. Ltd.                                       | Bob Evans Tony Trimmer                                       | Dome Zero RL                       | 25    |
| 53 DNF | S +2.0    | 7  | Dome Co. Ltd.                                       | Bob Evans Tony Trimmer                                       | Ford Cosworth DFV 3.0L V8          | 25    |
| 54 DNF | GTP +3.0  | 50 | Robin Hamilton                                      | Robin Hamilton Mike Salmon Dave Preece                       | Aston Martin DBS V8                | 21    |
| 54 DNF | GTP +3.0  | 50 | Robin Hamilton                                      | Robin Hamilton Mike Salmon Dave Preece                       | Aston Martin 5.3L Turbo V8         | 21    |
| 55 DNF | S +2.0    | 8  | Alain de Cadenet                                    | François Migault Alain de Cadenet                            | De Cadenet-Lola T380               | 10    |
| 55 DNF | S +2.0    | 8  | Alain de Cadenet                                    | François Migault Alain de Cadenet                            | Ford Cosworth DFV 3.0L V8          | 10    |